# Madonna col Bambino tra i santi Giovanni Battista e Maria Maddalena (Palma il Vecchio, Accademia Carrara)
La Madonna col Bambino tra i santi Giovanni Battista e Maria Maddalena è un'opera a olio su tavola di Jacopo Palma il Vecchio, datata presumibilmente intorno al 1520 e conservata nell'Accademia Carrara di Bergamo, nella sala XVI.

## Storia descrizione e stile
Il dipinto rappresenta una sacra conversazione con la Madonna che tiene il Bambino tra le braccia e i santi posti ai suoi lati. Del medesimo tempo è un dipinto con l'identico soggetto conservato nel Palazzo Rosso di Genova, ma opera eseguita in età più giovanile.
L'artista bergamasco ma cresciuto artisticamente a Venezia dove la famiglia si era trasferita per lavoro e dove si era avvicinato alle opere di Bellini e di Tiziano, raffigura la sacra conversazione nella forma più classica.
L'opera proviene dalla collezione di Guglielmo Lochis che lo aveva acquistato nel 1830 da Cristoforo Orsetti tra i più importanti collezionisti veneziani. L'artista era nel Seicento tra i più quotati essendo le sue opere disperse e non catalogate per questo non tutte a conoscenza degli intenditori.
Le due tavole a medesimo soggetto, hanno poche affinità, se non nella raffigurazione Bambino che in entrambi i casi si presenta molto vivace, quasi a voler sfuggire dalle braccia materne. I tre personaggi sono raffigurati a mezzo busto. Il Bambino si getta quasi a voler prendere il vaso degli oli che porge la Maddalena. Le due figure femminili, della Vergine e della Maddalena, sono molto floride e riprendono molte delle figure che l'artista aveva raffigurato nelle sue opere. I personaggi sono raffigurati in una forma molto intima e animata. Sullo sfondo si intravedono le montagne dalle sfumature azzurre, che forse il Palma ricordava, con un cielo rosato fino a diventare azzurro. Immagine di un nuovo giorno, di un nuovo evento. La Vergine indossa un abito rosso chiaro, non ha voluto l'artista riprendere l'immagine del profondo dolore e ha un'espressione molto sorridente, felice di presentare questo suo figlio. Solo san Giovanni posto sul lato sinistro della tavola ha un'espressione riflessiva di chi sa quale sarà il destino di tutti questi personaggi.